# Skúvoy

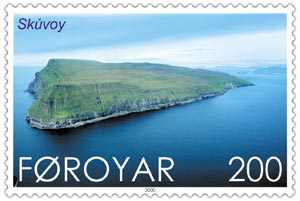
Skúvoy auf einer färöischen Briefmarke von 2000

Skúvoy [ˈskʉuvɔi] oder Skúgvoy [ˈskɪgvɪ] (wörtlich: Skuainsel – nach der Möwenart Skua – Stercorarius skua) ist eine der 18 Inseln der Färöer und gehört zur Region der Insel Sandoy, bildet aber eine Kommune für sich. Gleichzeitig hat sie den Status einer „Außeninsel“ (siehe Útoyggjar).
- Anzahl Gipfel: 4
- Kommune: Skúvoyar Kommuna

Die Kommune Skúvoy umfasst neben dem Ort Skúvoy auch den nur acht Einwohner zählenden Ort Dímun auf Stóra Dímun (Stand 2016).

## Infrastruktur
Auf Skúvoy, das mehrmals täglich mit der kleinen Fähre Sildberin von Sandur auf Sandoy erreichbar ist, gibt es eine Schule, einen Laden und ein Postamt, jedoch keine Gaststätte. Über das Fremdenverkehrsbüro in Tórshavn oder Sandur besteht die Chance auf Vermittlung einer privaten Unterkunft für Touristen. An drei Tagen pro Woche besteht eine Flugverbindung mit dem Hubschrauber von und nach Tórshavn. Auf der Insel fahren keine Autos, nur einige landwirtschaftliche Nutzfahrzeuge.

## Geschichte
Skúvoy ist bereits in der Färingersaga erwähnt. Dort steht, dass der Wikinger-Häuptling Sigmund Brestisson auf Skúvoy gewohnt und hier die erste Kirche der Färöer errichtet hat. Damit habe er ab 999 das Christentum auf den Färöern eingeführt. Sein Grabstein, der Sigmundarsteinur genannt wird, steht heute noch als Denkmal auf dem Friedhof des Ortes Skúvoy und gehört damit zu den wichtigsten mittelalterlichen Zeugnissen des Archipels. Einige Wissenschaftler sind jedoch der Ansicht, dass der Stein ursprünglich eine  Kultstätte der Kelten war und bereits vor der Christianisierung der Färöer auf Skúvoy stand.

## Sehenswürdigkeiten
Skúvoy hat mehrere Sehenswürdigkeiten zu bieten:
- Am Bach "Botnsá", der in einem tiefen Einschnitt zwischen dem Dorf und der südlich etwas außerhalb liegenden Kirche fließt, steht noch die Ruine einer kleinen, mit Wellblech gedeckten Wassermühle. Sie weist auf den früheren Getreideanbau auf Skúvoy hin. Heute werden auf Skúvoy als einzige Feldfrüchte nur noch Kartoffeln auf einigen kleinen Feldern und Rhabarber in einigen Hausgärten angepflanzt.
- Die heutige Kirche von Skúvoy wurde 1937 vollendet, der Vorgängerbau stammte von 1852. Es ist überliefert, dass die erste Kirche der gesamten Färöer um das Jahr 1000 herum hier auf Skúvoy erbaut worden war.
- Noch etwas weiter südlich ist auf dem "Ólansgarður" genannten Friedhof die Hauptsehenswürdigkeit Skúvoys zu sehen: Das Grab des Wikingerhäuptlings Sigmund Brestisson, an den ein Denkmal vor der Kirche erinnert. In seinen Grabstein, der "Sigmundarsteinur" genannt wird, ist ein gut erkennbares Kreuz eingeritzt. Es handelt sich hier um den einzigen frei stehenden Kreuzstein der Färöer.
- Das Tal "Fagradalur", häufig auch "Norður í Dal" genannt, liegt etwa 3 km nordwestlich des Dorfes und ist für eine Wanderung geeignet. In ihm befindet sich die Ruine eines Hauses, in dem der Sage nach im Mittelalter eine von den Dorfbewohnern ausgestoßene Frau namens "Rannvá" wohnte. Sie habe als einzige die Pest überlebt, da sie sich während der Epidemie im 14. Jahrhundert nicht im Dorf aufgehalten habe. Die "Rannvátoftir" genannte Ruine ist stark mit Gras überwachsen, doch sind Reste von Mauern gut zu erkennen.
- Nicht weit davon befindet sich der "Tróndarsteinur", ein markanter Felsbrocken. An dieser Stelle soll Tróndur í Gøtu getötet worden sein.
- Vom "Tróndarsteinur" aus sieht man schon die Steilküste "Høvdin", die senkrecht 134 m zum Meer hin abfällt. Hier nisten zahlreiche Seevögel, doch sollte man sich der steilen Küste nicht zu sehr nähern, da man sonst Gefahr läuft, abzustürzen.

## Bilder

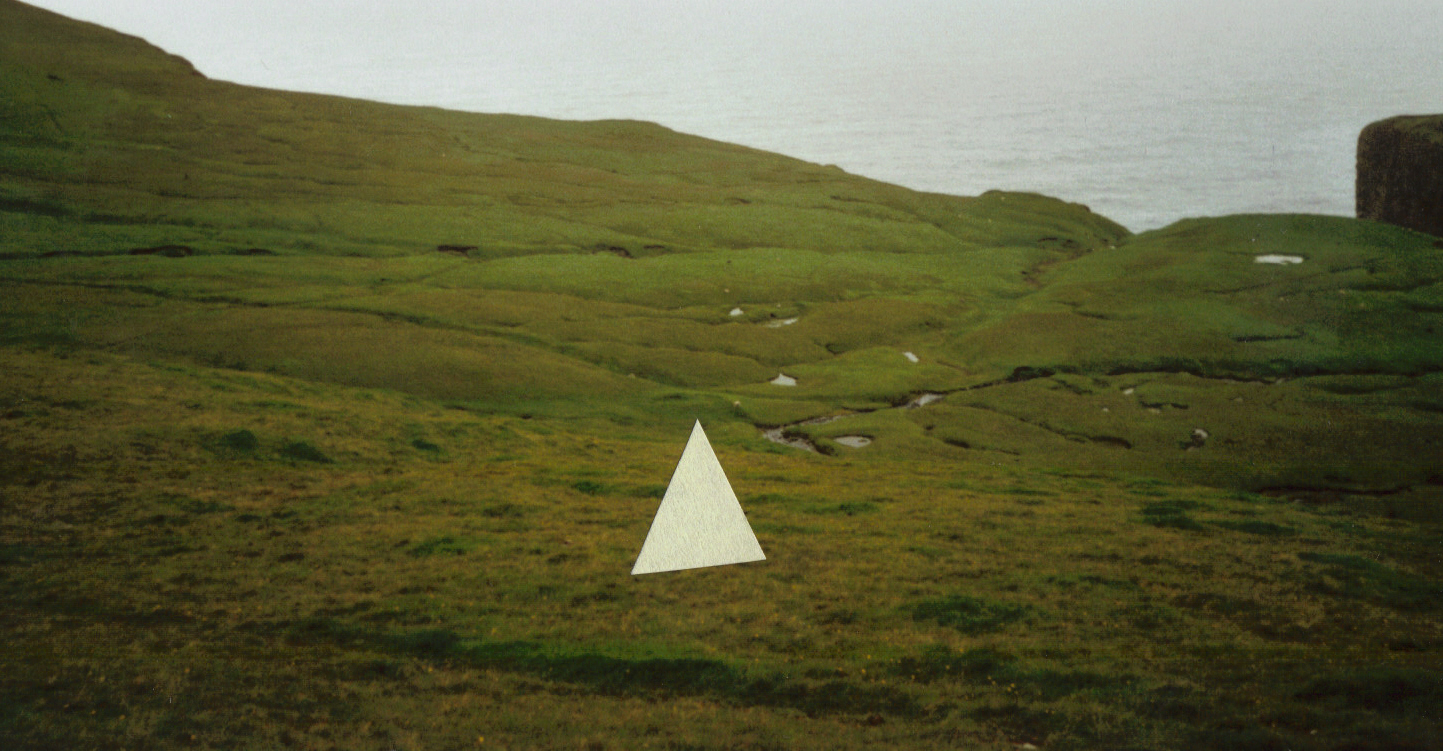
Das Tal "Fagradalur" im Nordwesten der Insel. Der Pfeil gibt die Lage der Ruine "Rannvátoftir" an.
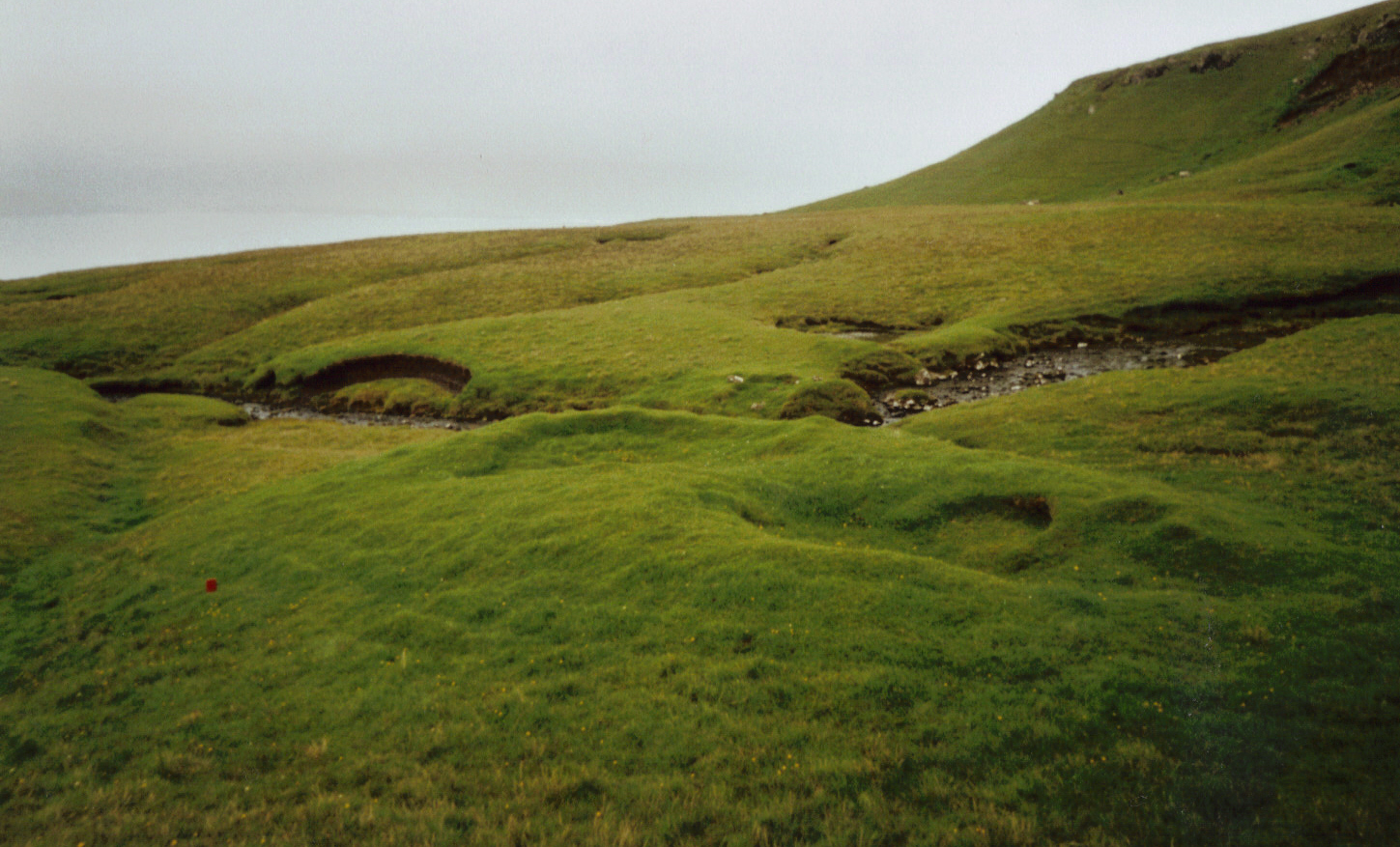
Ruine "Rannvátoftir" aus dem Mittelalter.
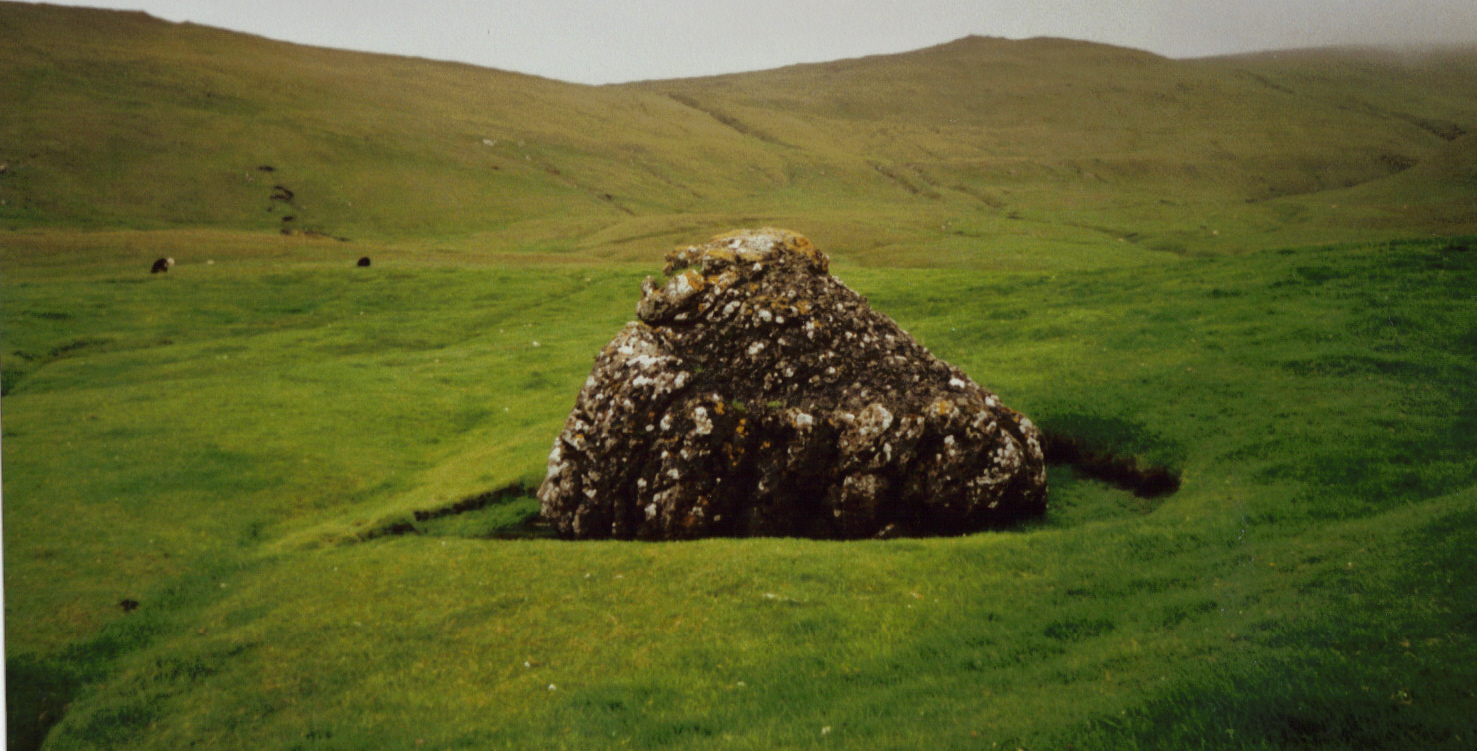
Der Felsen "Tróndarsteinur".
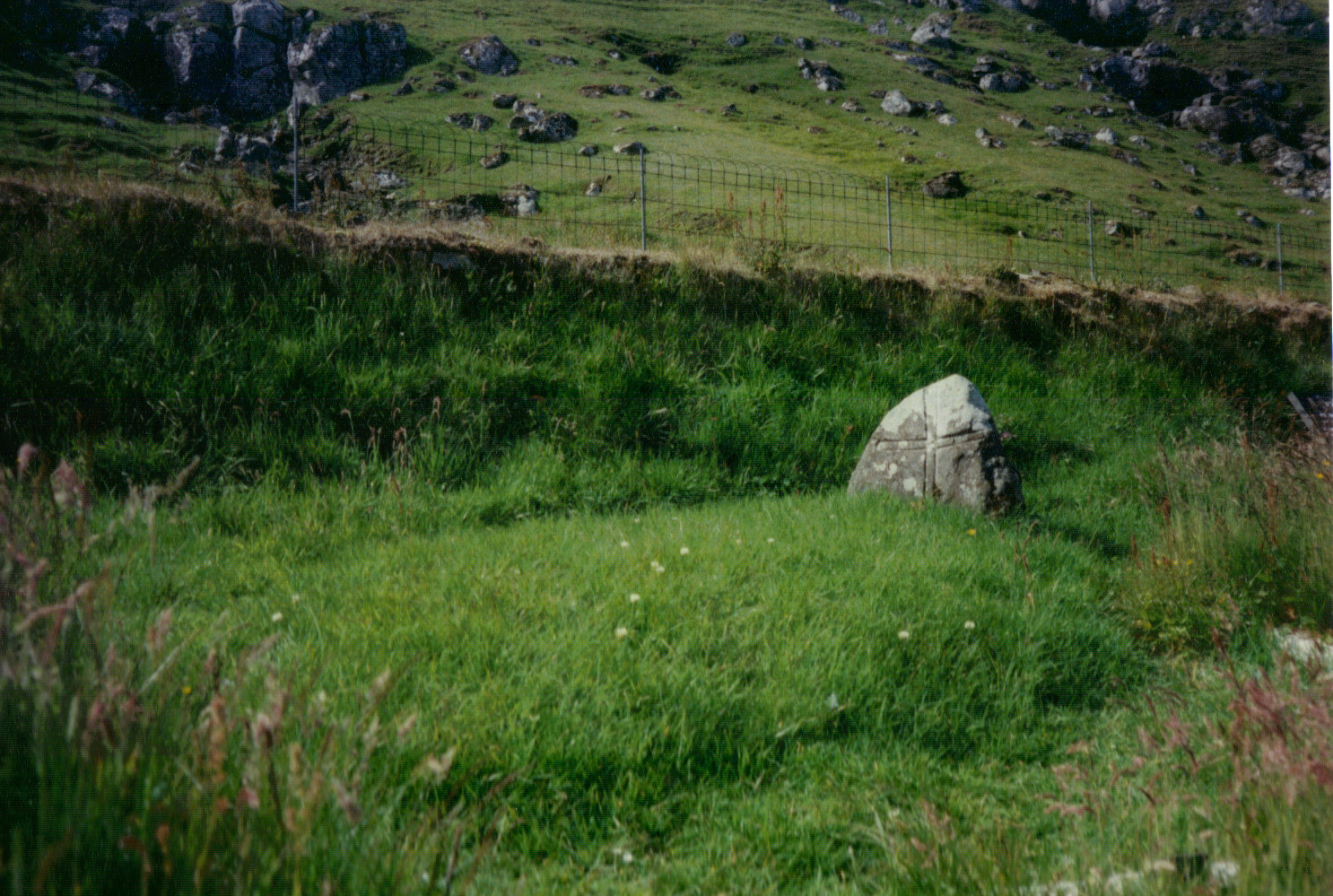
Grab des Wikingerhäuptlings Sigmundur Brestisson.
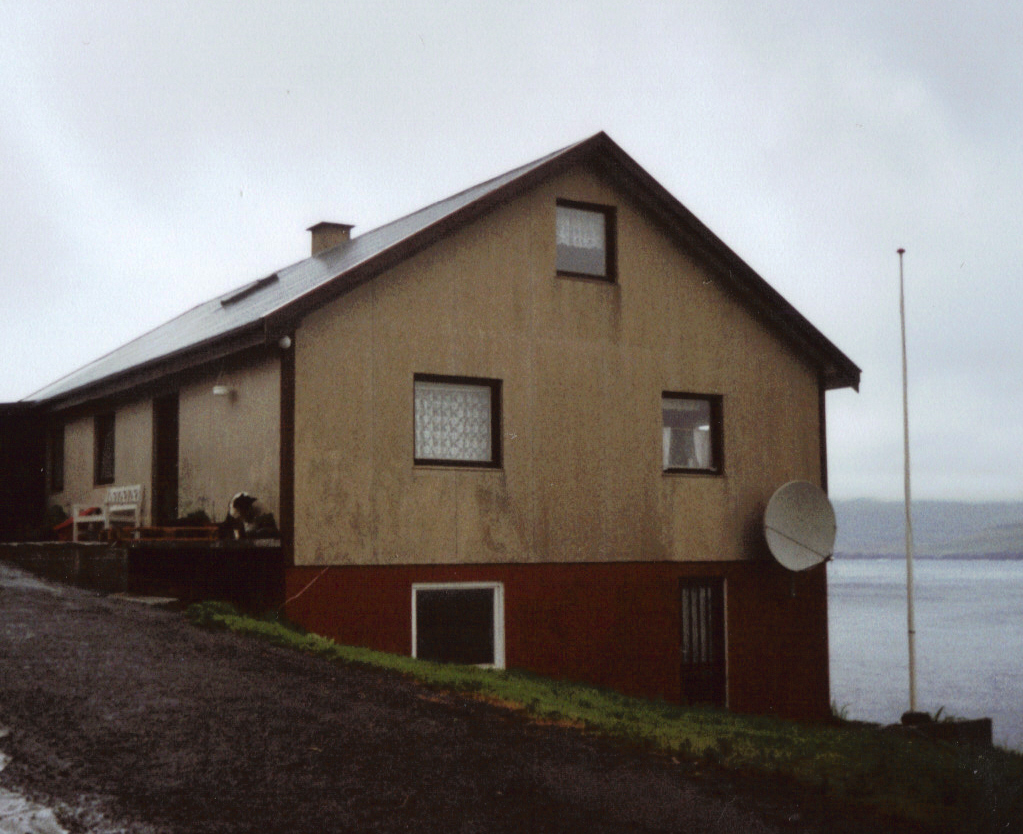
Das einzige Geschäft auf Skúvoy ist im Untergeschoss dieses Hauses untergebracht.
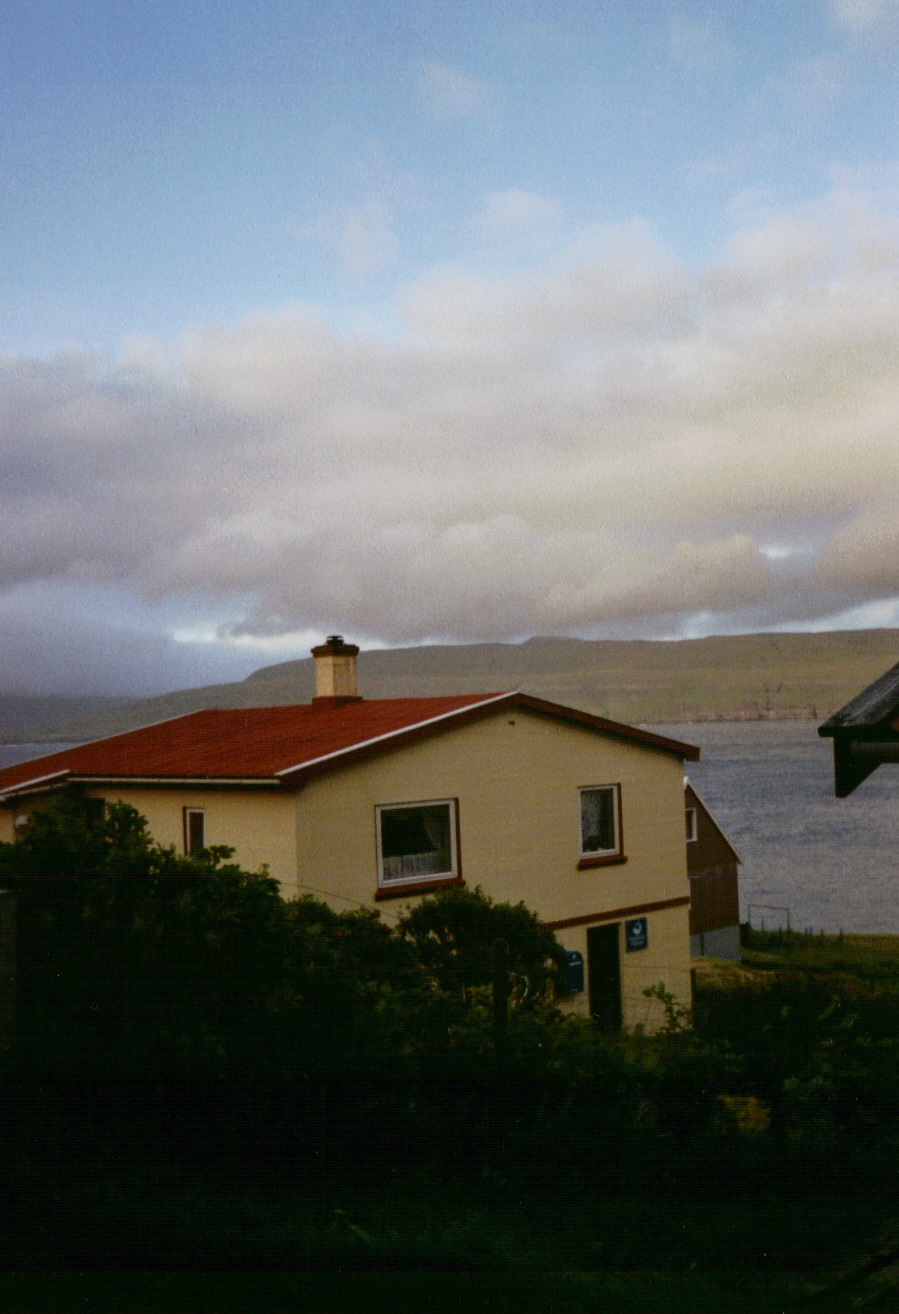
Postamt mit Inselbriefkasten in der Abendsonne.